# Super Bowl LIX
Super Bowl LIX was de 59ste editie van de Super Bowl, de finale van het seizoen 2024 van de NFL. AFC-kampioen Kansas City Chiefs nam het op tegen NFC-kampioen Philadelphia Eagles. De Chiefs, die de vorige twee edities van de Super Bowl wonnen, maakten kans om de eerste threepeat  in de geschiedenis van de Super Bowl te halen, maar wisten deze niet te verzilveren. De Eagles wonnen de finale met 22-40.

## Play-offs
Veertien teams uit de twee conferenties AFC en NFC namen deel aan de play-offs van de Super Bowl. Binnen elke conferentie kwalificeerden de vier divisiewinnaars en de top drie van de niet-divisiewinnaars met de meeste overwinningen in het reguliere seizoen zich. Onder deze teams werd er ook een rangschikking in sterkte voor de play-offs opgesteld, die men seeds noemt. Dit klassement wordt gebruikt om de wedstrijden te bepalen. 

### Seeds AFC & NFC - Seizoen 2024
| Seed | AFC                       | AFC               | NFC                        | NFC               |
| Seed | Team                      | Resultaat divisie | Team                       | Resultaat divisie |
| ---- | ------------------------- | ----------------- | -------------------------- | ----------------- |
| 1    | Kansas City Chiefs 15-2   | Winnaar West      | Detroit Lions 15-2         | Winnaar North     |
| 2    | Buffalo Bills 13-4        | Winnaar East      | Philadelphia Eagles 14-3   | Winnaar East      |
| 3    | Baltimore Ravens 12-5     | Winnaar North     | Tampa Bay Buccaneers 10-7  | Winnaar South     |
| 4    | Houston Texans 10-7       | Winnaar South     | Los Angeles Rams 10-7      | Winnaar West      |
| 5    | Los Angeles Chargers 11-6 | 2de plaats West   | Minnesota Vikings 14-3     | 2de plaats North  |
| 6    | Pittsburgh Steelers 10-7  | 2de plaats North  | Washington Commanders 12-5 | 2de plaats East   |
| 7    | Denver Broncos 10-7       | 3de plaats West   | Green Bay Packers 11-6     | 3de plaats North  |

### Play-offs
De play-offs worden volgens een single knock-outsysteem afgewerkt in 3 rondes. In de eerste ronde nemen de nummers 2 tot 7 het tegen elkaar op. De 2 ploegen die op de eerste plaats staan binnen hun seed gaan rechtstreeks door naar de 2de ronde. De winnaars van het AFL- en NFL-kampioenschap nemen het uiteindelijk tegen elkaar op tijdens de Super Bowl.
|  | Wildcard Play-offs                | Wildcard Play-offs                |                             |                            | Divisional Play-offs              | Divisional Play-offs              |                       |    | NFC & AFC Championships           | NFC & AFC Championships           |  |  | Super Bowl LIX             | Super Bowl LIX             |
|  |                                   |                                   |                             |                            |                                   |                                   |                       |    |                                   |                                   |  |  |                            |                            |
|  | 12 jan. – Lincoln Financial Field | 12 jan. – Lincoln Financial Field |                             |                            | 19 jan. – Lincoln Financial Field | 19 jan. – Lincoln Financial Field |                       |    | 26 jan. – Lincoln Financial Field | 26 jan. – Lincoln Financial Field |  |  | 9 feb. – Caesars Superdome | 9 feb. – Caesars Superdome |
|  | 12 jan. – Lincoln Financial Field | 12 jan. – Lincoln Financial Field |                             |                            | 19 jan. – Lincoln Financial Field | 19 jan. – Lincoln Financial Field |                       |    | 26 jan. – Lincoln Financial Field | 26 jan. – Lincoln Financial Field |  |  | 9 feb. – Caesars Superdome | 9 feb. – Caesars Superdome |
|  | 12 jan. – Lincoln Financial Field | 12 jan. – Lincoln Financial Field |                             |                            | 19 jan. – Lincoln Financial Field | 19 jan. – Lincoln Financial Field |                       |    | 26 jan. – Lincoln Financial Field | 26 jan. – Lincoln Financial Field |  |  | 9 feb. – Caesars Superdome | 9 feb. – Caesars Superdome |
|  | Philadelphia Eagles               | 22                                |                             |                            | 19 jan. – Lincoln Financial Field | 19 jan. – Lincoln Financial Field |                       |    | 26 jan. – Lincoln Financial Field | 26 jan. – Lincoln Financial Field |  |  | 9 feb. – Caesars Superdome | 9 feb. – Caesars Superdome |
|  | Philadelphia Eagles               | 22                                |                             |                            | 19 jan. – Lincoln Financial Field | 19 jan. – Lincoln Financial Field |                       |    | 26 jan. – Lincoln Financial Field | 26 jan. – Lincoln Financial Field |  |  | 9 feb. – Caesars Superdome | 9 feb. – Caesars Superdome |
|  | Green Bay Packers                 | 10                                |                             |                            | 19 jan. – Lincoln Financial Field | 19 jan. – Lincoln Financial Field |                       |    | 26 jan. – Lincoln Financial Field | 26 jan. – Lincoln Financial Field |  |  | 9 feb. – Caesars Superdome | 9 feb. – Caesars Superdome |
|  | Green Bay Packers                 | 10                                | Philadelphia Eagles         | 28                         |                                   |                                   |                       |    | 26 jan. – Lincoln Financial Field | 26 jan. – Lincoln Financial Field |  |  | 9 feb. – Caesars Superdome | 9 feb. – Caesars Superdome |
|  | 13 jan. – State Farm Stadium      |                                   | Philadelphia Eagles         | 28                         |                                   |                                   |                       |    | 26 jan. – Lincoln Financial Field | 26 jan. – Lincoln Financial Field |  |  | 9 feb. – Caesars Superdome | 9 feb. – Caesars Superdome |
|  | Los Angeles Rams                  | 22                                |                             |                            |                                   |                                   |                       |    | 26 jan. – Lincoln Financial Field | 26 jan. – Lincoln Financial Field |  |  | 9 feb. – Caesars Superdome | 9 feb. – Caesars Superdome |
|  | Los Angeles Rams                  | 22                                |                             |                            |                                   |                                   |                       |    | 26 jan. – Lincoln Financial Field | 26 jan. – Lincoln Financial Field |  |  | 9 feb. – Caesars Superdome | 9 feb. – Caesars Superdome |
|  | Los Angeles Rams                  | 27                                | 18 jan. – Ford Field        | 18 jan. – Ford Field       | Philadelphia Eagles               | 55                                |                       |    |                                   |                                   |  |  | 9 feb. – Caesars Superdome | 9 feb. – Caesars Superdome |
|  | Los Angeles Rams                  | 27                                | 18 jan. – Ford Field        | 18 jan. – Ford Field       | Philadelphia Eagles               | 55                                |                       |    |                                   |                                   |  |  | 9 feb. – Caesars Superdome | 9 feb. – Caesars Superdome |
|  | Minnesota Vikings                 | 9                                 | 18 jan. – Ford Field        | 18 jan. – Ford Field       |                                   |                                   | Washington Commanders | 23 |                                   |                                   |  |  | 9 feb. – Caesars Superdome | 9 feb. – Caesars Superdome |
|  | Minnesota Vikings                 | 9                                 | 18 jan. – Ford Field        | 18 jan. – Ford Field       |                                   |                                   | Washington Commanders | 23 |                                   |                                   |  |  | 9 feb. – Caesars Superdome | 9 feb. – Caesars Superdome |
|  | 12 jan. – Raymond James Stadium   | 12 jan. – Raymond James Stadium   | Detroit Lions               | 31                         | 26 jan. – Arrowhead Stadium       | 26 jan. – Arrowhead Stadium       |                       |    |                                   |                                   |  |  | 9 feb. – Caesars Superdome | 9 feb. – Caesars Superdome |
|  | 12 jan. – Raymond James Stadium   | 12 jan. – Raymond James Stadium   | Detroit Lions               | 31                         | 26 jan. – Arrowhead Stadium       | 26 jan. – Arrowhead Stadium       |                       |    |                                   |                                   |  |  | 9 feb. – Caesars Superdome | 9 feb. – Caesars Superdome |
|  | 12 jan. – Raymond James Stadium   | 12 jan. – Raymond James Stadium   | Washington Commanders       | 45                         | 26 jan. – Arrowhead Stadium       | 26 jan. – Arrowhead Stadium       |                       |    |                                   |                                   |  |  | 9 feb. – Caesars Superdome | 9 feb. – Caesars Superdome |
|  | Tampa Bay Buccaneers              | 20                                | Washington Commanders       | 45                         | 26 jan. – Arrowhead Stadium       | 26 jan. – Arrowhead Stadium       |                       |    |                                   |                                   |  |  | 9 feb. – Caesars Superdome | 9 feb. – Caesars Superdome |
|  | Tampa Bay Buccaneers              | 20                                | 18 jan. – Arrowhead Stadium |                            | 26 jan. – Arrowhead Stadium       | 26 jan. – Arrowhead Stadium       |                       |    |                                   |                                   |  |  | 9 feb. – Caesars Superdome | 9 feb. – Caesars Superdome |
|  | Washington Commanders             | 23                                |                             |                            | 26 jan. – Arrowhead Stadium       | 26 jan. – Arrowhead Stadium       |                       |    |                                   |                                   |  |  | 9 feb. – Caesars Superdome | 9 feb. – Caesars Superdome |
|  | Washington Commanders             | 23                                |                             |                            | 26 jan. – Arrowhead Stadium       | 26 jan. – Arrowhead Stadium       |                       |    |                                   |                                   |  |  | 9 feb. – Caesars Superdome | 9 feb. – Caesars Superdome |
|  | 11 jan. – NRG Stadium             | 11 jan. – NRG Stadium             | Philadelphia Eagles         | 40                         | 26 jan. – Arrowhead Stadium       | 26 jan. – Arrowhead Stadium       |                       |    |                                   |                                   |  |  |                            |                            |
|  | 11 jan. – NRG Stadium             | 11 jan. – NRG Stadium             | Philadelphia Eagles         | 40                         | 26 jan. – Arrowhead Stadium       | 26 jan. – Arrowhead Stadium       |                       |    |                                   |                                   |  |  |                            |                            |
|  | 11 jan. – NRG Stadium             | 11 jan. – NRG Stadium             | Kansas City Chiefs          | 22                         | 26 jan. – Arrowhead Stadium       | 26 jan. – Arrowhead Stadium       |                       |    |                                   |                                   |  |  |                            |                            |
|  | 11 jan. – NRG Stadium             | 11 jan. – NRG Stadium             | Kansas City Chiefs          | 22                         | 26 jan. – Arrowhead Stadium       | 26 jan. – Arrowhead Stadium       |                       |    |                                   |                                   |  |  |                            |                            |
|  | Houston Texans                    | 32                                |                             |                            | 26 jan. – Arrowhead Stadium       | 26 jan. – Arrowhead Stadium       |                       |    |                                   |                                   |  |  |                            |                            |
|  | Houston Texans                    | 32                                |                             |                            | 26 jan. – Arrowhead Stadium       | 26 jan. – Arrowhead Stadium       |                       |    |                                   |                                   |  |  |                            |                            |
|  | Los Angeles Chargers              | 12                                |                             |                            | 26 jan. – Arrowhead Stadium       | 26 jan. – Arrowhead Stadium       |                       |    |                                   |                                   |  |  |                            |                            |
|  | Los Angeles Chargers              | 12                                | Kansas City Chiefs          | 23                         | 26 jan. – Arrowhead Stadium       | 26 jan. – Arrowhead Stadium       |                       |    |                                   |                                   |  |  |                            |                            |
|  | 12 jan. – Highmark Stadium        |                                   | Kansas City Chiefs          | 23                         | 26 jan. – Arrowhead Stadium       | 26 jan. – Arrowhead Stadium       |                       |    |                                   |                                   |  |  |                            |                            |
|  | Houston Texans                    | 14                                |                             |                            | 26 jan. – Arrowhead Stadium       | 26 jan. – Arrowhead Stadium       |                       |    |                                   |                                   |  |  |                            |                            |
|  | Houston Texans                    | 14                                |                             |                            | 26 jan. – Arrowhead Stadium       | 26 jan. – Arrowhead Stadium       |                       |    |                                   |                                   |  |  |                            |                            |
|  | Buffalo Bills                     | 31                                | 19 jan. – Highmark Stadium  | 19 jan. – Highmark Stadium | Kansas City Chiefs                | 32                                |                       |    |                                   |                                   |  |  |                            |                            |
|  | Buffalo Bills                     | 31                                | 19 jan. – Highmark Stadium  | 19 jan. – Highmark Stadium | Kansas City Chiefs                | 32                                |                       |    |                                   |                                   |  |  |                            |                            |
|  | Denver Broncos                    | 7                                 | 19 jan. – Highmark Stadium  | 19 jan. – Highmark Stadium |                                   |                                   | Buffalo Bills         | 29 |                                   |                                   |  |  |                            |                            |
|  | Denver Broncos                    | 7                                 | 19 jan. – Highmark Stadium  | 19 jan. – Highmark Stadium |                                   |                                   | Buffalo Bills         | 29 |                                   |                                   |  |  |                            |                            |
|  | 11 jan. – M&T Bank Stadium        | 11 jan. – M&T Bank Stadium        | Buffalo Bills               | 27                         |                                   |                                   |                       |    |                                   |                                   |  |  |                            |                            |
|  | 11 jan. – M&T Bank Stadium        | 11 jan. – M&T Bank Stadium        | Buffalo Bills               | 27                         |                                   |                                   |                       |    |                                   |                                   |  |  |                            |                            |
|  | 11 jan. – M&T Bank Stadium        | 11 jan. – M&T Bank Stadium        | Baltimore Ravens            | 25                         |                                   |                                   |                       |    |                                   |                                   |  |  |                            |                            |
|  | Baltimore Ravens                  | 28                                | Baltimore Ravens            | 25                         |                                   |                                   |                       |    |                                   |                                   |  |  |                            |                            |
|  | Baltimore Ravens                  | 28                                |                             |                            |                                   |                                   |                       |    |                                   |                                   |  |  |                            |                            |
|  | Pittsburgh Steelers               | 14                                |                             |                            |                                   |                                   |                       |    |                                   |                                   |  |  |                            |                            |
|  | Pittsburgh Steelers               | 14                                |                             |                            |                                   |                                   |                       |    |                                   |                                   |  |  |                            |                            |

* = overwinning na verlenging

## Super Bowl LIX

### Starting Line-Up
| Kansas City Chiefs   | Positie | Positie | Philadelphia Eagles  |
| Aanval               | Aanval  | Aanval  | Aanval               |
| -------------------- | ------- | ------- | -------------------- |
| Xavier Worthy        | WR      | WR      | Jahan Dotson         |
| JuJu Smitch-Schuster | WR      | WR      | DeVonta Smith        |
| DeAndre Hopkins      | WR      | WR      | A. J. Brown          |
| Travis Kelce         | TE      | TE      | Dallas Goedert       |
| Joe Thuney           | LT      | LT      | Jordan Mailata       |
| Mike Caliendo        | LG      | LG      | Landon Dickerson     |
| Creed Humphrey       | C       | C       | Cam Jurgens          |
| Trey Smith           | RG      | RG      | Mekhi Becton         |
| Jawaan Taylor        | RT      | RT      | Lane Johnson         |
| Patrick Mahomes      | QB      | QB      | Jalen Hurts          |
| Isiah Pacheco        | RB      | RB      | Saquon Barkley       |
| Verdediging          |         |         |                      |
| Chris Jones          | DT      | DT      | Jordan Davis         |
| Tershawn Wharton     | DT      | DT      | Jalen Carter         |
| Mike Danna           | DE      | LB      | Josh Sweat           |
| Leo Chenal           | LB      | LB      | Nolan Smith          |
| Nick Bolton          | LB      | LB      | Zack Baun            |
| Drue Tranquill       | LB      | LB      | Oren Burks           |
| Chamarri Conner      | DB      | DB      | Cooper DeJean        |
| Trent McDuffie       | CB      | CB      | Darius Slay          |
| Jaylen Watson        | CB      | CB      | Quinyon Mitchell     |
| Justin Reid          | S       | S       | Reed Blankenship     |
| Bryan Cook           | S       | S       | C.J. Gardner-Johnson |

### Spelverloop

#### Eerste helft (eerste en tweede kwart)
De Eagles wonnen de openingskickoff en begonnen de wedstrijd met een veelbelovende drive, maar een offensieve pass-interference-penalty dwong hen tot een punt. Na een reeks punts van beide teams openden de Eagles de score met een 1-yard-touchdown-run door quarterback Jalen Hurts (0-7).
In het tweede kwart breidden de Eagles hun voorsprong uit met een 48-yard field goal van Jake Elliott (0-10) en een onderschepping door rookie Cooper DeJean, die de bal 38 yards retourneerde voor een touchdown (0-17). Kort voor de rust gooide Hurts een 12-yard-touchdownpass naar A.J. Brown, waardoor de Eagles met een comfortabele 0-24 voorsprong mochten gaan rusten. 

#### Tweede helft (derde en vierde kwart)
Na de rust zette de Eagles zijn dominantie voort. Hurts leidde een drive die resulteerde in een 29-yard field goal van Elliott (0-24). Vervolgens gooide Hurts een touchdownpass van 46 yards naar DeVonta Smith, wat de stand op 0-34 bracht. De Chiefs wisten in het derde kwart eindelijk te scoren dankzij Patrick Mahomes' 24-yard-touchdownpass naar Xavier Worthy, hoewel de daaropvolgende tweepuntsconversie mislukte (6-34).
In het vierde kwart voegde Elliott nog een 50-yard-fieldgoal toe (6-40), gevolgd door een 7-yard-touchdownpass van Mahomes naar DeAndre Hopkins en een succesvolle tweepuntsconversie (14-40). De Chiefs verkleinden de achterstand verder met een 50-yard-touchdownpass van Mahomes naar Worthy en een tweepuntsconversie (22-40), maar het was niet genoeg om de overwinning nog uit de brand te kunnen slepen. 
|              | Chiefs | Eagles |
| ------------ | ------ | ------ |
| Eerste kwart | 0      | 7      |
| Tweede kwart | 0      | 17     |
| Half-time    | 0      | 24     |
| Derde kwart  | 6      | 10     |
| Vierde kwart | 16     | 6      |
| Full-time    | 22     | 40     |

## Entertainment
Naar jaarlijkse gewoonte ging de Super Bowl gepaard met de nodige entertainment.

### Pre-game-show
Buiten het stadion was de Amerikaanse zanger Post Malone de headliner van de tailgateparty.
Fox zond hun pre-game-show uit vanaf een op een praalwagen-geïnspireerd podium in Bourbon Street. Fox Sports kondigde aan dat dit hun manier was om een ode te brengen aan de straat en te tonen dat de ziel ervan niet werd aangetast door de aanslag van 1 januari 2025. Tijdens die pre-game show zond Fox ook een interview uit met president Donald Trump. Op die manier werd deze traditie, die onderbroken werd onder Joe Biden, opnieuw in het leven geroepen. Trump was ook de eerste president ooit die aanwezig was op een Super Bowl.
Naar aanloop van de wedstrijd, werd het Amerikaans volkslied gezongen door Jon Batiste. Trombone Shorty en Lauren Diagle speelden 'America the Beautiful' en Ledisi zong dan weer Lift Every Voice and Sing.
Verder werd ook een opname van Lady Gaga's Hold My Hand uitgezonden ter ere van de slachtoffers van:
- de aanslag van 1 januari;
- de natuurbranden in Californië;
- American Eagle-vlucht-5342;
- Orkaan Helene;
- Orkaan Milton ;
- Med Jets Flight 056

Daarna volgde nog een optreden van Harry Connick Jr. met de Southern University Wall of Sound Marching Band en andere lokale artiesten.

### Halftime show
De halftime show werd verzorgd door de Amerikaanse rapper Kendrick Lamar, die Samuel L. Jackson & SZA had uitgenodigd als special guests. Jackson praatte de nummers aan elkaar, verkleed als Uncle Sam. SZA zong twee nummers mee met K.Dot. Verder nodigde de rapper ook DJ Mustard en een C-walkende Serena Williams op het podium voor een cameo.
Tracklist:
1. "Bodies"
2. "Squabble Up"
3. "Humble"
4. "DNA"
5. "Euphoria"
6. "Man at the Garden"
7. "Peekaboo"
8. "Luther" (met SZA)
9. "All the Stars" (met SZA)
10. "Not Like Us"
11. "TV Off" (met DJ Mustard)

## Uitzending
De uitzending van Super Bowl werd geproduceerd door Fox Sports. Het livecommentaar werd verzorgd door Kevin Burklandt, Tom Brady, Erin Andrews, Tom Rinaldi en Mike Pereira. Studio-commentaar werd verzorgd door Curt Menefee, ondersteund door analisten Terry Bradshaw, Rob Gronkowski, Howie Long, Mochael Strahan en Jummy Johnson en Jay Glazer.
De uitzending werd door gemiddeld 126 miljoen kijkers bekeken op  verschillende kanalen. Hiermee werd het kijkcijferrecord van Superbowl LVIII verbroken.

### Uitzendrechten
De Super Bowl werd wereldwijd uitgezonden in 150 landen.
| Land                | Kanaal       |                   |
| ------------------- | ------------ | ----------------- |
| België              | DAZN         | Streaming         |
| Nederland           | ESPN         |                   |
| Verenigde Staten    | Fox Sports   | TV                |
| Verenigde Staten    | Tubi         | Streaming         |
| Verenigde Staten    | Westwood One | Radio (nationaal) |
| Verenigde Staten    | 96.5 The Fan | Radio (lokaal)    |
| Verenigde Staten    | 94 WIP       | Radio (lokaal)    |
| Verenigd Koninkrijk | Sky (Sports) | TV/streaming      |
| Verenigd Koninkrijk | ITV          | Free-to-air       |
| Verenigd Koninkrijk | STV          | Free-to-air       |
| Verenigd Koninkrijk | BBC          | Radio             |
| Verenigd Koninkrijk | Talksport    | Radio             |
| Verenigd Koninkrijk | Virgin Media | TV (Ierland)      |
| Verenigd Koninkrijk | RTé          | Radio (Ierland)   |